# Billy Keraf
Fulgensius Billy Paji Keraf (sinh ngày 8 tháng 5 năm 1997) là một cầu thủ bóng đá người Indonesia hiện tại thi đấu ở vị trí tiền vệ chạy cánh cho Persib Bandung ở Liga 1.

## Sự nghiệp

### Persib Bandung
Anh ra mắt tại Liga 1 ngày 22 tháng 4 năm 2017, trước PS TNI. Anh vào sân thay cho Angga Febryanto ở phút 35. Và trong màn ra mắt, anh có một pha kiến tạo cho Atep ở phút 53.
Ngày 3 tháng 5 năm 2017, anh ghi bàn thắng đầu tiên trước Gresik United trong phút bù giờ và giúp Persib Bandung giành chiến thắng 1-0 trước chủ nhà Gresik United.